# Complexe nuragique de Su Romanzesu
Le complexe nuragique de Romanzesu est un site archéologique nuragique qui se trouve à « Pudd' Arvu », près de Bitti, dans la province de Nuoro, en Sardaigne, en Italie.
Il fait partie des 31 sites sardes qui sont candidats pour entrer dans la liste du patrimoine mondial de l'UNESCO, présentés et sélectionnés par la Fondation Barumini, l'association "La Sardaigne vers l'UNESCO" et la Région Sarde.

## Étymologie
Le toponyme «Romanzesu » (en français : de Rome) est tiré de la présence de vestiges de l'époque romaine à proximité. En effet, au cours des IIe et IIIe siècles les Romains occupaient les hauts plateaux et ont construit des mansiones (fermes) dans les localités de « Sa Pathata », « Juanne Pala » et « Olusthes ».

## Description
Le complexe nuragique de Romanzesu est composé d'un village nuragique qui s'étend sur une surface de plus de 7 ha, à proximité de la source du fleuve Tirso. Ce village nuragique comprend un puits sacré, une centaine de cabanes, deux temples à mégaron, un temple rectangulaire, un amphithéâtre elliptique à gradins, ainsi qu'une structure en forme de labyrinthe.

## Datation
Le site est daté de l'Âge du bronze. 

## Galerie

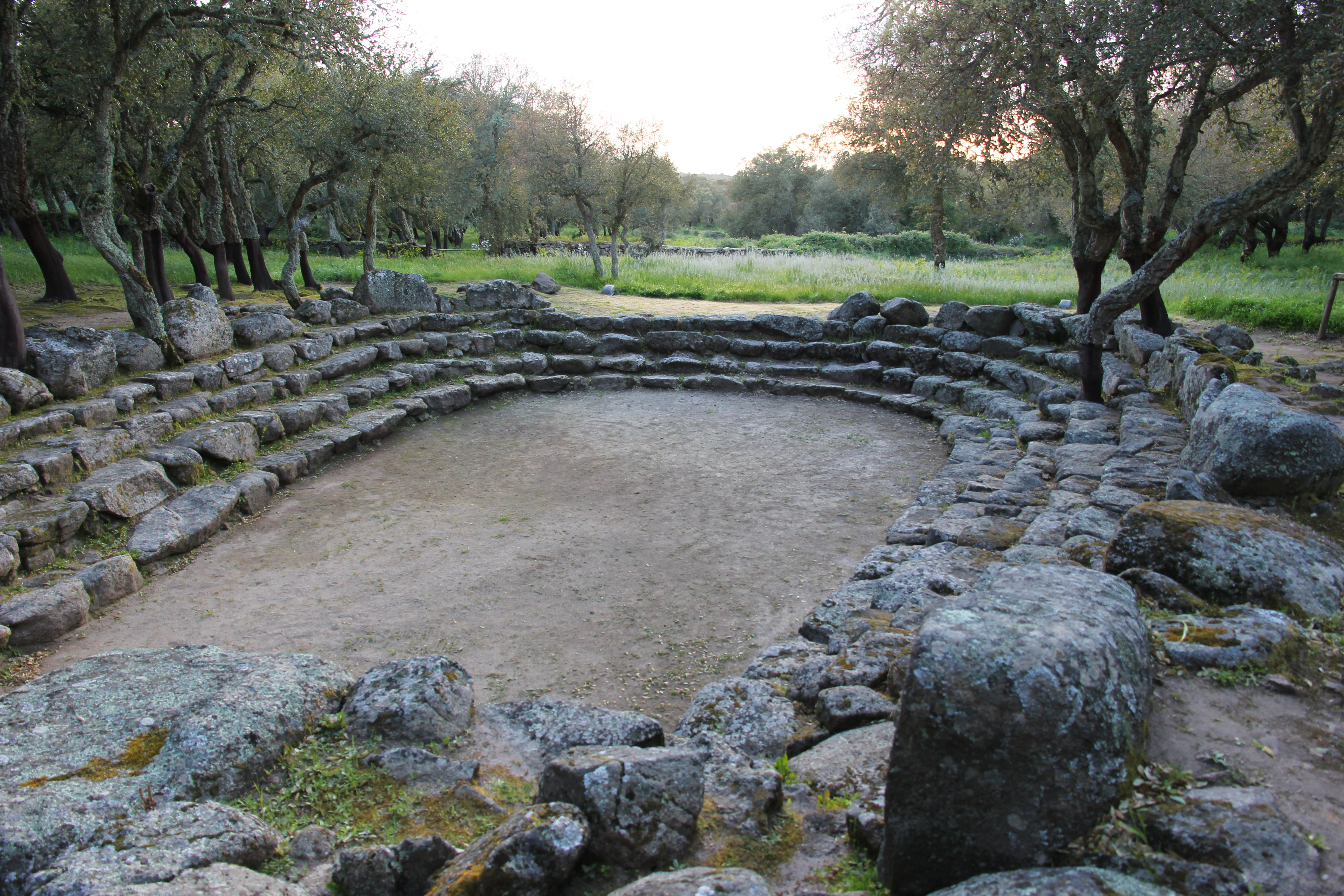
L'amphithéâtre
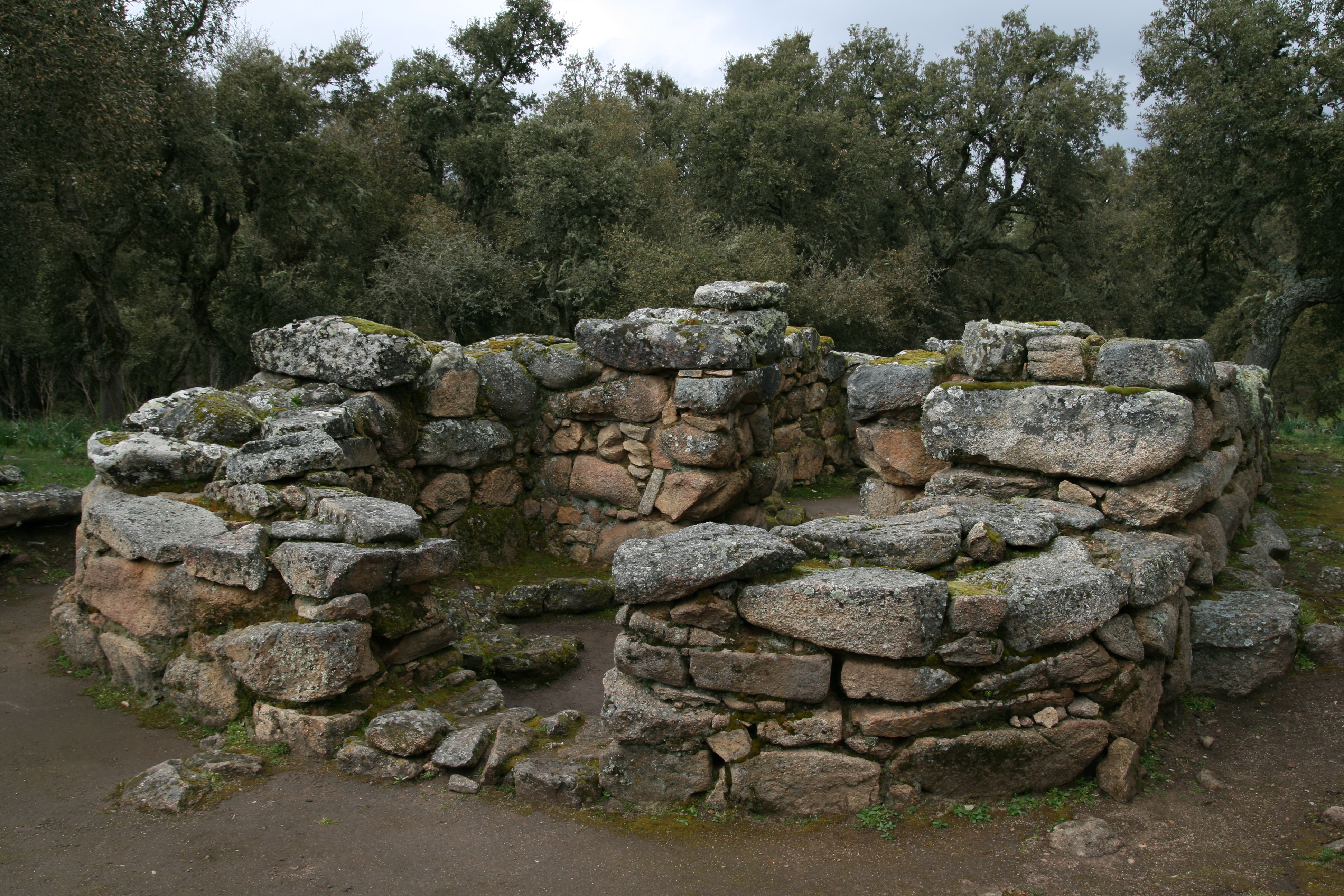
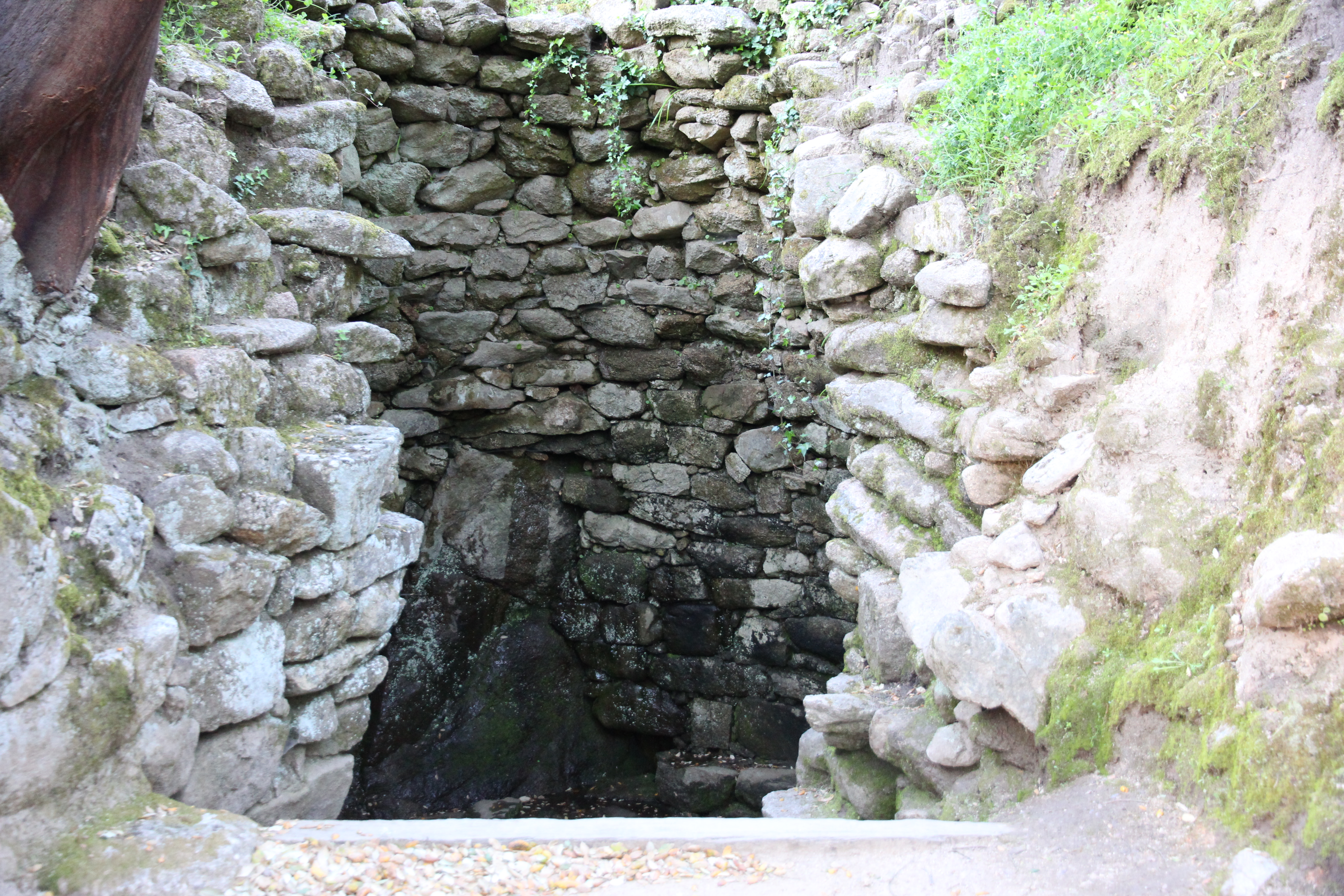
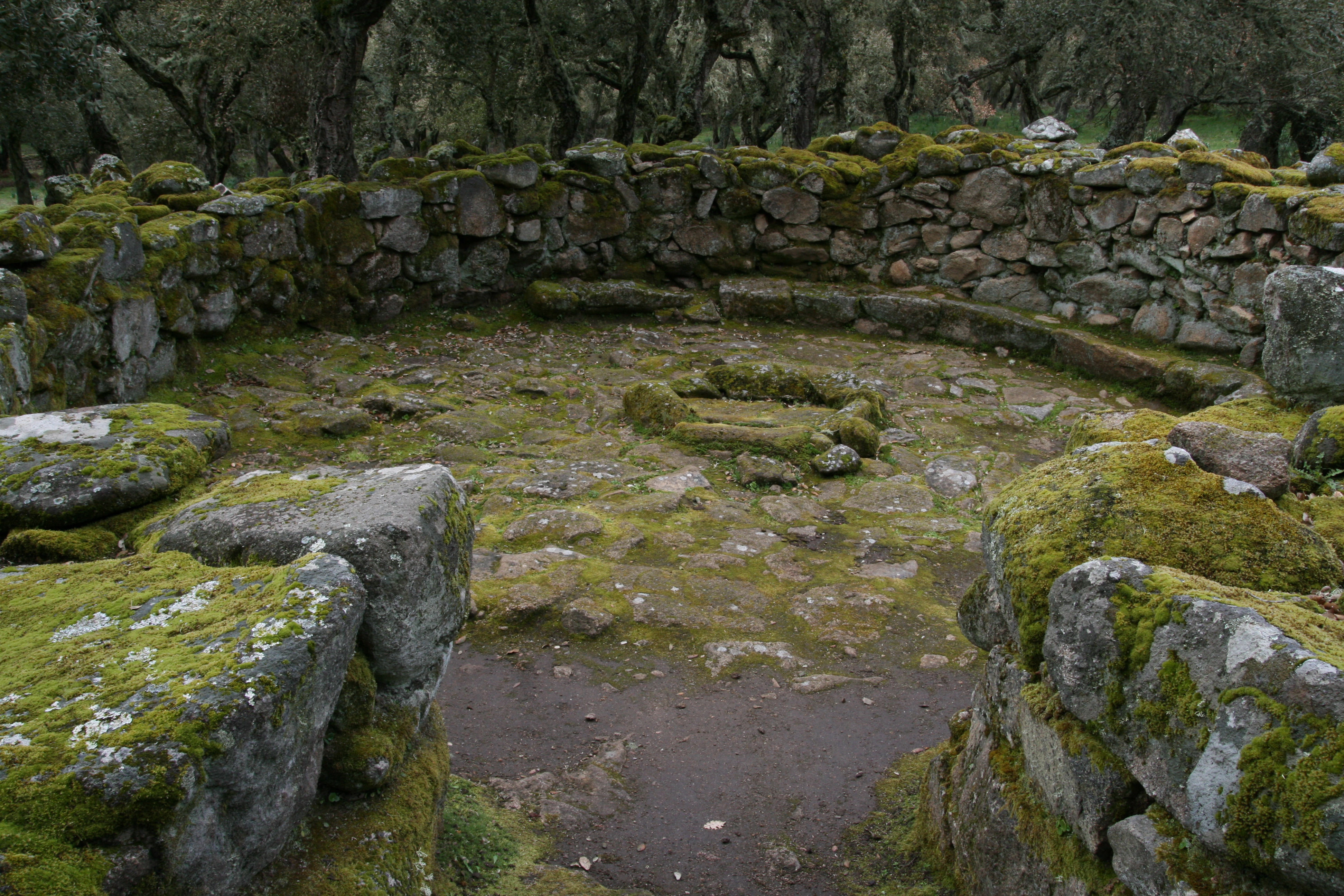